# Titulus Crucis

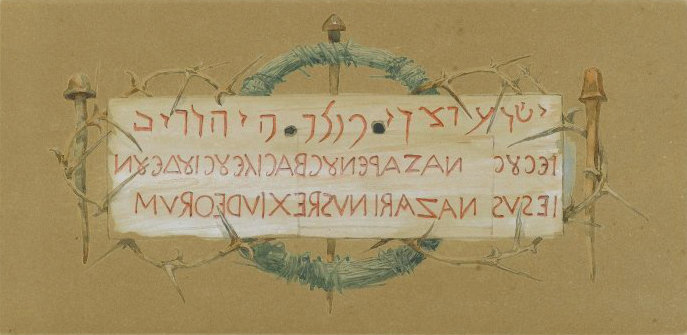
Titre de la Croix
Entre 1886 e 1894. Por James Tissot, atualmente no Brooklyn Museum.

Titulus Crucis é a placa de madeira inscrita em latim (titulus) considerada ser uma das relíquias da Vera Cruz, preservada na Basílica da Santa Cruz em Jerusalém, uma das igrejas de peregrinação em Roma. Como evidência, a relíquia é geralmente ignorada pelos estudiosos ou descartada como provável falsificação medieval.
A placa feita da árvore nogueira tem 25 x 14 centímetros, 2 centímetros de espessura e pesa 687 grama. Está inscrita de um dos lados em três linhas, a primeira delas praticamente destruída. A segunda utiliza letras gregas e escrita reversa, e a terceira, em letras latinas, também com escrita reversa.

## História
A igreja romana de Santa Cruz em Jerusalém foi construída por volta de 325 por Helena, a mãe do imperador romano Constantino I, depois que ela voltou de sua peregrinação à Terra Santa, durante a qual ela teria localizado a Vera Cruz e muitas outras relíquias, inclusive o Titulus Crucis. Na época da peregrinação de Egéria a Jerusalém em 383, um "título" estava entre as relíquias da cidade: "Uma urna prateada é trazida na qual está o Santo Lenho da Cruz. A urna é aberta e [a madeira] retirada; e tanto a madeira da cruz e o título são colocados sobre a mesa". O peregrino do século VI, Antonino de Placência descreve um título em Jerusalém e sua inscrição, que seria, segundo ele, "Hic est rex Iudaeorum" ("Eis o rei dos Judeus"), bem diferente da inscrição mantida em Roma, que diz "Iesus Nazarenus Rex Iudaeorum" ("Jesus Nazareno Rei dos Judeus").
Em algum momento antes de 1145, a relíquia foi colocada numa caixa selada pelo cardeal Gherardo Caccianemici dal Orso, criado, em 1124, cardeal-presbítero do título de Santa Cruz de Jerusalém e que se tornaria, em 1144, papa com o nome de Lúcio II. Ela ficou esquecida até 1 de fevereiro de 1492, quando operários que trabalhavam restaurando um mosaico a descobriram atrás de um tijolo com a inscrição "Titulus Crucis".

## Autenticidade
Em 1997, o autor e historiador alemão Michael Hesemann investigou a relíquia e apresentou-a a sete especialistas em paleografia hebraica, grega e latina. Segundo ele, nenhum dos especialistas encontrou qualquer indício de falsificação antiga ou medieval. Todos eles dataram o objeto entre os séculos I e IV, com a maioria preferindo (e nenhum excluindo) o século I. Hesemann concluiu que é possível que o Titulus Crucis seja de fato uma relíquia autêntica.
Carsten Peter Thiede sugeriu que é provável que o Titulus Crucis seja uma parte genuína da Vera Cruz, escrita por um escriba judeu. Ele cita que a ordem das línguas na placa coincide com o que seria historicamente plausível e não com a ordem revelada nos relatos do Novo Testamento, o que certamente não aconteceria se o objeto fosse uma falsificação medieval. Joe Nickell refuta este argumento e afirma que ele é "uma tentativa psicoanalisar os mortos" pois "falsificadores — especialmente os de outra era — podem fazer algo mais inteligente ou mais estúpido ou simplesmente diferente do se poderia esperar".
Em 2002, a Universidade Roma Tre conduziu testes de datação por radiocarbono no artefato e demonstrou que ele deve ter sido criado entre 980 e 1146. Os resultados foram publicados no periódico revisado por pares Radiocarbon. Assim, o Titulus Crucis preservado na basílica de Helena é provavelmente uma falsificação medieval, mas alguns já propuseram tratar-se de uma cópia de um original perdido.